# Viborg Hovedvej (motortrafikvej)
 Viborg Hovedvej  er en to-sporet motortrafikvej der går fra Østjyske Motorvej til Hornstrup, den er en del af primærrute 23 der går imellem Roskilde og Vejle.
Vejen starter i Juelsmindevej og føres derefter mod vest. Den passere frakørsel 59 Hornstrup hvorfra der forbindelse til Østjyske Motorvej der går mod henholdsvis Aarhus, Kolding og Odense. 
Motortrafikvejen ender i Viborg Hovedvej hvor den derfra føres videre som landevej til Midtjyske Motorvej primærrute 18 og primærrute 13 frakørsel 2 Grejs der går mod Herning og Viborg.   
| Trafik | Spire Denne trafikartikel er en spire som bør udbygges. Du er velkommen til at hjælpe Wikipedia ved at udvide den. |

55°45′04″N 9°35′06″Ø / 55.7512°N 9.5851°Ø